# Mayridia
Mayridia is een geslacht van vliesvleugeligen uit de familie Encyrtidae. De wetenschappelijke naam van dit geslacht is voor het eerst geldig gepubliceerd in 1921 door Mercet.

## Soorten
Het geslacht Mayridia omvat de volgende soorten:
- Mayridia alcmon (Walker, 1848)
- Mayridia americana Timberlake, 1926
- Mayridia arida Prinsloo & Annecke, 1976
- Mayridia borkovicensis (Hoffer, 1957)
- Mayridia breviscaposa Szelényi, 1972
- Mayridia bureshi Hoffer, 1977
- Mayridia caerulea (Hayat & Verma, 1978)
- Mayridia clio Trjapitzin, 1967
- Mayridia clodia Sharkov, 1995
- Mayridia colocensis Erdös, 1957
- Mayridia dunensis Hayat, 2003
- Mayridia egidiopolitana Erdös, 1957
- Mayridia eremobia Myartseva, 1979
- Mayridia formosula Mercet, 1921
- Mayridia helleni Trjapitzin, 1989
- Mayridia hyalipennis Trjapitzin, 1968
- Mayridia iliensis Myartseva, 1983
- Mayridia kopetdagica Myartseva, 1979
- Mayridia maryae Prinsloo, 1985
- Mayridia merceti Trjapitzin, 1969
- Mayridia miranda Hayat, 2003
- Mayridia murgabensis Myartseva, 1979
- Mayridia myrlea (Walker, 1838)
- Mayridia parva Wu & Xu, 2001
- Mayridia procera (Mercet, 1921)
- Mayridia pulchra Mercet, 1921
- Mayridia sachtlebeni Erdös, 1963
- Mayridia splendida Hayat, 2003
- Mayridia sugonjaevi Trjapitzin, 1971
- Mayridia tatrica (Hoffer, 1957)
- Mayridia terteriani Herthevtzian, 1979
- Mayridia tobiasi Trjapitzin, 1972
- Mayridia tshairae Myartseva, 1979
- Mayridia viridiscutellum (Hoffer, 1970)